# Wilhelm von Waldow
Wilhelm Hans August von Waldow, auch Hans August Wilhelm von Waldow (* 31. Oktober 1856 in Berlin; † 27. Juli 1937 ebenda) war ein deutscher Verwaltungsjurist in Preußen.

## Leben
Wilhelm von Waldow wurde geboren als Sohn des königlich-preußischen Oberforstmeisters und Fideikommissherrn auf Dannenwalde, Adolf (Friedrich August) von Waldow (1820–1906) und dessen Frau Elisabeth geb. von Rochow-Plessow (1826–1904).
Seine ersten zwei Lebensjahre verbrachte Waldow in Berlin; dann zog die Familie infolge von Versetzungen des Vaters erst nach Frankfurt (Oder), dann nach Posen und schließlich nach Königsberg. Am 4. September 1874 legte Wilhelm als Zögling No. 372 an der Klosterschule Roßleben das Abitur ab. Von 1874 bis 1877 studierte er Rechts- und Staatswissenschaft an der Kaiser-Wilhelms-Universität Straßburg, der Georg-August-Universität Göttingen und der Friedrich-Wilhelms-Universität Berlin. 1876 wurde er Mitglied des Corps Saxonia Göttingen. Nach erfolgreichem Studienabschluss arbeitete Waldow am Appellationsgericht Frankfurt a. d. Oder. Er erhielt am 2. Januar 1878 die Ernennung zum Gerichtsreferendar, diente aber 1878/79 als Einjährig-Freiwilliger beim 2. Garde-Regiment zu Fuß der Preußischen Armee.
Am 1. April 1881 trat Waldow in den höheren Verwaltungsdienst und wurde Regierungsreferendar. Als solcher arbeitete er bei der Regierung in Danzig. Nachdem er 1884 die große Staatsprüfung bestanden hatte, wurde er zum Regierungsassessor ernannt und bei der Regierung in Bromberg eingestellt. Es folgten Anstellungen im preußischen Ministerium des Innern in Berlin, bei der Regierung in Frankfurt (Oder) und ein Jahr später wieder im Innenministerium in Berlin. 1886 übernahm er die kommissarische Verwaltung des Landratsamtes des Kreises Fischhausen im Regierungsbezirk Königsberg. Nachdem er am 3. November 1886 hier zum Landrat ernannt worden und in Königsberg sechs Jahre tätig gewesen war, übernahm er 1892 die kommissarische Verwaltung des Kreises Niederbarnim im Regierungsbezirk Potsdam. Er förderte den Chaussee- und Kleinbahnbau und baute das Feuerlöschwesen aus.
Am 4. August 1890 heiratete Waldow in Königsberg Elisabeth von Werder (1866–1950), Tochter des Generals Hans von Werder und der Rose, geborene von Albrecht. Aus der Ehe gingen drei Kinder hervor, von denen zwei den Vater überlebten.
Von 1894 bis 1898 war Waldow Mitglied des Preußischen Landtages. Am 2. Februar 1898 wurde er Oberpräsidialrat in Königsberg und daselbst am 9. Oktober 1899 Regierungspräsident des Regierungsbezirks Königsberg.
1903 wurde er zum Oberpräsidenten der Provinz Posen ernannt. Dort übernahm er zugleich die Ämter des stellvertretenden Präsidenten der Ansiedlungskommission für Westpreußen und Posen, des Kurators der Königlichen Akademie zu Posen und des Präsidenten der Deutschen Gesellschaft für Kunst und Wissenschaft zu Posen. Als 1906 sein Vater starb, erbte Waldow die Güter Dannenwalde und Gramzow. In dieser Phase wirkte er auch als Testamentsvollstrecker für seinen Cousin Rochus von Rochow-Stülpe und erhielt dadurch Kontakt mit dem bekannten Saatzüchter Ferdinand von Lochow-Petkus. 1910 wurde er Wirklicher Geheimer Rat. 1911 wurde er zum Oberpräsidenten der Provinz Pommern mit Amtssitz in Stettin ernannt.
Am 6. August 1917 erhielt Waldow die Ernennung zum Staatsminister und wurde Staatssekretär des Kriegsernährungsamtes. In der Novemberrevolution schied er aus dem Staatsdienst aus. Ab 1920 wirkte er als Abgeordneter und später zeitweise als Vorsitzender vom Landesverband Mecklenburg-Strelitz der antisemitischen Deutschnationalen Volkspartei.
1936 wurde Wilhelm von Waldow Ehrenkommendator der Mecklenburgischen Genossenschaft des Johanniterordens. Dieser anerkannten evangelischen Kongregation trat er als Anwärter und nachfolgend als Ehrenritter bereits 1893 bei, den Rechtsritterschlag erhielt er 1902. Waldows Schwestern Wilhelmine und Klara waren ebenso karitativ im Orden als Johanniterschwestern aktiv. Und Sohn Franz (1894–1961), der auch das Gut Dannenwalde bis zur Bodenreform übernahm, trat gleichfalls in die Tradition seines Vaters. Er promovierte 1929 an die Universität Göttingen mit einer Arbeit über Landwirtschaftsrecht und wurde nach dem II. Weltkrieg Ehrenritter des Johanniterordens.

## Ehrungen
- Roter Adlerorden II. Klasse mit Eichenlaub (1906)
- Kronenorden II. Klasse (1909)
- Ehrenbürger von Posen, Hohensalza, Schneidemühl und Bartenstein (1910/11)

Im damaligen Kreis Niederbarnim wurden einige heute zu Berlin gehörende Straßen nach Waldow benannt: 1900 in der von ihm genehmigten und mitgegründeten Colonie Carlshorst die Waldowallee, in Oberschöneweide der Waldowplatz und zwei Waldowstraßen. Weitere Waldowstraßen gibt es in Hohenschönhausen,
Niederschönhausen,
Mahlsdorf, und Reinickendorf.

## Weblink
- Literatur von und über Wilhelm von Waldow im Katalog der Deutschen Nationalbibliothek